# Tribunal d'instance de Varsovie
Le Tribunal d'instance de Varsovie est un tribunal chargé de régler les affaires judiciaires de première instance et de deuxième instance, situé Aleja Solidarności no 67 à Varsovie.